# RTL District
 (août 2025).
Si vous disposez d'ouvrages ou d'articles de référence ou si vous connaissez des sites web de qualité traitant du thème abordé ici, merci de compléter l'article en donnant les références utiles à sa vérifiabilité et en les liant à la section « Notes et références ».
RTL District est une chaîne de télévision belge spécialisée dans les émissions policières comme la téléréalité et les séries télévisées criminelles appartenant au groupe RTL Belgium, lui-même contrôlé à parité par le groupe hollandais DPG Media et le groupe holding familial belge « Rossel Invest SRL ».
La chaîne est l'une des dernières chaînes nationale à être lancée depuis 2020 et elle annonce proposer sept heures de programmes inédits par jour.

## Histoire de la chaîne
Le 6 novembre 2024, RTL Belgium annonce le lancement de sa quatrième chaîne intitulée RTL District, dont la première diffusion commence le 18 novembre 2024 à 16h30. La chaîne est disponible sur les cinq principaux opérateurs et distributeurs Proximus, Base TV, Telenet, Orange TV et VOO à son lancement. La chaîne est créée pour viser les téléspectateurs intéressés apr la criminalité, après le relatif succès d'audience de la chaîne principale du groupe pour ce genre d'émissions.

## Programmation
La chaîne s'inspire des chaînes policières étrangères, notamment comme la chaîne française Crime District, l'esthétique de RTL District est centrée autour d'une ville frappée par la criminalité, chaque bloc de programmation représentant un district individuel :
- Les liens du sang
- Les gardiens de la loi
- Maîtres du crime
- Planète police (dédiée aux séries policières américaines)
  - Enquêtes
- Quartier des affaires urgentes

La majeure partie de sa programmation comprend la rediffusion d'émissions criminelles et de documentaires déjà produits pour la chaîne principale RTL TVI, tels que Un crime parfait, Portraits de tueurs, Appels d'urgence et 112 Hélico d'urgence,. La grille quotidienne est construite avec un bloc de programmes inédits, de 16h30 à 23h30 du lundi au jeudi et de 16h30 à 23h du vendredi au dimanche. Le reste de la grille est constitué de rediffusions, les dernières heures avant la grille du soir proposant quelques temps forts de la programmation de la chaîne. Une exception notable à cette programmation concerne Face au juge de RTL TVI, dont l'émission ne peut pas être diffusée sur RTL district.

### Séries
Séries américaines
- New York, unité spéciale
- Esprits criminels
- Les Experts
- NCIS : Enquêtes spéciales
- Les Experts : Miami
- S.W.A.T.
- 9-1-1: Lone Star
- Les Experts : Manhattan